# (1345) Potomac
(1345) Potomac (anhörenⓘ) ist ein Asteroid des Hauptgürtels, der am 4. Februar 1908 vom US-amerikanischen Astronomen Joel H. Metcalf in Taunton entdeckt wurde.
Der Asteroid wurde nach dem US-amerikanischen Fluss Potomac benannt.